# Ionograma

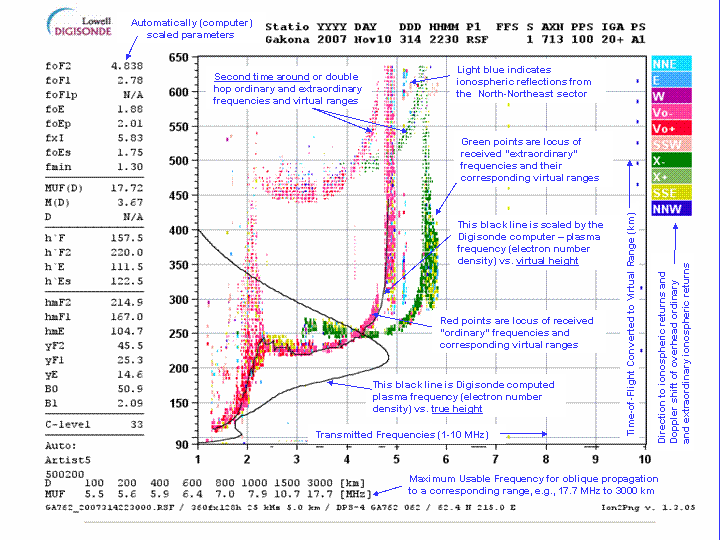
Este ionograma muestra una capa F bien formada con un pico de ionización a unos 220 km. También hay una capa E menos evidente a una altitud de unos 110 km. El ionograma muestra claramente cómo la señal transmitida por el radar digisonda se divide en ondas reflejadas ordinarias y extraordinarias. El gráfico del ionograma y el parámetro FoF2 en la lista de la izquierda del gráfico indican que la frecuencia más alta que se reflejará desde la ionosfera para incidencia vertical (es decir, para una onda de radio que viaja directamente desde el suelo) es de 4,8 MHz.

Un ionograma es una representación gráfica de la cantidad de iones y electrones libres en un determinado cuerpo. En general los ionogramas son generados mediante una ionosonda.[cita requerida]
Una de sus aplicaciones más frecuentes es medir las características de la ionosfera en un determinado momento teniendo valor como herramienta para predecir estadísticamente las propiedades ionosféricas en instantes futuros.[cita requerida]
Los ionogramas suelen contener una representación doble; en primer lugar una serie de líneas más o menos horizontales que representan la altura virtual en la que se produciría la reflexión en función de la frecuencia de trabajo y en segundo lugar una curva orientada verticalmente que representa la concentración de electrones (N) por centímetro cúbico en función de la altura N(h).[cita requerida]
En el caso de la Tierra, las características ionosféricas varían según la latitud y longitud, por cada estación del año o incluso mes, por cada hora del día y por el número de manchas solares, que es aproximadamente cíclico cada diez años. Por esto, cada ionograma sólo es válido para un entorno específico.[cita requerida]